# Phytomyza selini
Phytomyza selini este o specie de muște din genul Phytomyza, familia Agromyzidae, descrisă de Erich Martin Hering în anul 1922.
Este endemică în Germania. Conform Catalogue of Life specia Phytomyza selini nu are subspecii cunoscute.